# Rydell Poepon
Rydell Poepon (Amsterdam, 28 augustus 1987) is een Nederlandse betaald voetballer die bij voorkeur in de aanval speelt.

## Clubcarrière
Poepon speelde in de jeugd van AFC, ASV Fortius en AVV Zeeburgia tot hij werd opgenomen in de jeugdopleiding van Ajax. Hier debuteerde hij nooit in het eerste elftal.
In de winterstop van 2006 bereikte hij overeenstemming voor een huurperiode bij Willem II. Na een huurperiode van een half jaar keerde Poepon terug naar Ajax. In zijn eerste half jaar bij Willem II scoorde Poepon niet. Willem II toonde vervolgens opnieuw belangstelling om hem te huren. Ajax ging akkoord, nadat het contract van Poepon verlengd was tot de zomer van 2011. Zijn eerste competitietreffer kwam in november, thuis tegen FC Utrecht (1-4 nederlaag). Vervolgens scoorde hij twee keer tegen Excelsior en maakte hij een hattrick thuis tegen N.E.C.. Uiteindelijk maakte hij in zijn eerste volledige seizoen van zijn carrière tien doelpunten in 32 competitiewedstrijden.
Hoewel Willem II belangstelling had om Poepon definitief over te nemen van Ajax, koos hij ervoor naar Sparta Rotterdam te vertrekken. Hij tekende er een contract voor drie jaar. In zijn eerste seizoen scoorde hij negen keer in 31 wedstrijden. De club degradeerde niettemin na twee seizoenen uit de Eredivisie. In zijn laatste seizoen in Rotterdam scoorde Poepon tien keer in 33 wedstrijden.
Toen het zojuist uit de Eerste divisie gepromoveerde De Graafschap Poepon in 2010 een contract aanbood, tekende hij opnieuw voor drie jaar. Nadat hij degradeerde met De Graafschap, vertrok Poepon naar ADO Den Haag. Hij tekende er voor twee jaar met een optie voor een extra seizoen. Poepon verruilde ADO Den Haag in 2014 voor Valenciennes FC. In juli 2015 tekende Poepon een tweejarig contract bij FK Qarabağ. Dit werd in december 2015 ontbonden.
Poepon tekende in januari 2016 een contract tot het einde van het seizoen bij Roda JC Kerkrade, met een optie voor nog een jaar. Hij debuteerde thuis tegen AZ (0-1) en maakte vier doelpunten in zeventien competitiewedstrijden voor de club. Aan het eind van het seizoen maakte Roda geen gebruik van de optie in zijn contract. Poepon tekende in juni 2016 een contract tot medio 2018 bij Boluspor, op dat moment actief in de TFF 1. Lig. In juni 2018 stapte Poepon over naar het Turkse Gazişehir Gaziantep FK. In augustus 2019 keerde Poepon terug bij Boluspor. Daar werd zijn contract in mei 2021 ontbonden. Op de sluitingsdag van de transferperiode van het daaropvolgende seizoen, op 31 augustus 2021, tekende hij een contract voor één seizoen bij V.V. IJsselmeervogels wat uitkomt in de Nederlandse Tweede divisie. Sinds de zomer van 2022 keert Poepon terug naar Ajax, waar hij vanaf dan op amateurbasis speelt voor diens amateurtak in de Vierde divisie.

## Clubstatistieken[4]
| Seizoen | Club               | Land         | Competitie   | Duels | Goals |
| ------- | ------------------ | ------------ | ------------ | ----- | ----- |
| 2006/07 | Ajax               | Nederland    | Eredivisie   | 0     | 0     |
| 2006/07 | → Willem II (huur) | Nederland    | Eredivisie   | 8     | 0     |
| 2007/08 | → Willem II (huur) | Nederland    | Eredivisie   | 32    | 10    |
| 2008/09 | Sparta Rotterdam   | Nederland    | Eredivisie   | 31    | 9     |
| 2009/10 | Sparta Rotterdam   | Nederland    | Eredivisie   | 33    | 10    |
| 2010/11 | De Graafschap      | Nederland    | Eredivisie   | 32    | 12    |
| 2011/12 | De Graafschap      | Nederland    | Eredivisie   | 33    | 7     |
| 2012/13 | ADO Den Haag       | Nederland    | Eredivisie   | 27    | 3     |
| 2013/14 | → NAC Breda (huur) | Nederland    | Eredivisie   | 29    | 9     |
| 2014/15 | Valenciennes FC    | Frankrijk    | Ligue 2      | 35    | 7     |
| 2015/16 | FK Qarabağ         | Azerbeidzjan | Yüksək Dəstə | 15    | 1     |
| 2015/16 | Roda JC Kerkrade   | Nederland    | Eredivisie   | 17    | 4     |
| 2016/17 | Boluspor           | Turkije      | TFF 1. Lig   | 35    | 20    |
| 2017/18 | Boluspor           | Turkije      | TFF 1. Lig   | 32    | 16    |
| 2018/19 | Gaziantep FK       | Turkije      | TFF 1. Lig   | 29    | 9     |
| 2019/20 | Boluspor           | Turkije      | TFF 1. Lig   | 18    | 6     |
| 2020/21 | Boluspor           | Turkije      | TFF 1. Lig   | 18    | 0     |
| Totaal  | Totaal             | Totaal       | Totaal       | 424   | 123   |

## Interlandcarrière
Foppe de Haan nam Poepon op 17 augustus 2007 voor het eerst op in de selectie voor Jong Oranje. Op 22 augustus van dat jaar maakte hij zijn debuut, in een WK-kwalificatiewedstrijd tegen Jong Macedonië.